# Paloma herida
Paloma herida es una película mexicano-guatemalteca producida por Manuel Zeceña Diéguez en sociedad con productores mexicanos, dirigida por Emilio Fernández. Protagonizada por Patricia Conde, Emilio «El Indio» Fernández, Andrés Soler y Columba Domínguez, fue una de las películas que el productor guatemalteco rodó completamente en su país, con equipo y actores mexicanos.

## Argumento
Paloma (Patricia Conde) es una joven indígena rubia que llega a un pueblo costero en donde se dirige a la cantina del lugar para asesinar a sangre fría a Danilo Zeta (Emilio «El Indio» Fernández). La joven es capturada y, al ser juzgada en la plaza pública de Puerto San José, se niega a hablar. En la cárcel, luego de dar a luz a un niño, el juez Justo (Andrés Soler) y su esposa Amalia la animan a contar su pasado. 
La muchacha vivía con Fidencio, su padre, a las orillas del lago de Atitlán en espera de desposarse con Esteban, un pescador de la región, cuando Zeta llegó con un grupo de asesinos y de prostitutas a apoderarse de su pueblo, San Antonio Palopó. El cacique sometió a los pobladores a trabajos agrícolas forzados y les obligó a gastar sus míseras ganancias en el congal que él mismo ha fundado. Las circunstancias obligan a muchos a migrar mientras que quienes se quedan viven entre la humillación y el miedo. Danilo mata a Esteban, a Fidencio y a sus propios secuaces para luego violar a Paloma, quien busca la manera de liberarse de su verdugo.
Tras escuchar el relato, el juez decide dejarla en libertad, quien se va junto con su hijo caminando por la playa al atardecer.

## Rodaje
La película se filmó en Guatemala, en locaciones de Puerto San José se filmaron las escenas iniciales y finales, mientras que las escenas del pueblo de Paloma se filmaron en San Antonio Palopó y en los alrededores del lago de Atitlán.

## Reparto
- Patricia Conde: Paloma
- Emilio «El Indio» Fernández: Danilo Zeta
- Andrés Soler: Justo
- Columba Domínguez